# Игнатово 2-е
Игнатово 2-е — деревня в Кашинском городском округе Тверской области.

## География
Находится в юго-восточной части Тверской области на расстоянии приблизительно 6 км на восток-юго-восток по прямой от города Кашин.

## История
Деревня была показана еще на карте Менде (состояние местности на 1848 год). В 1859 году здесь (деревня Калязинского уезда) было учтено 10 дворов. До 2018 года входила в состав ныне упразднённого Фарафоновского сельского поселения.

## Население
Численность населения: 71 человек (1859 год), 25 (русские 76 %) в 2002 году, 27 в 2010.